# Taeniophyllum filiforme
Taeniophyllum filiforme är en orkidéart som beskrevs av Johannes Jacobus Smith. Taeniophyllum filiforme ingår i släktet Taeniophyllum och familjen orkidéer. Inga underarter finns listade i Catalogue of Life.